# مو شکارچی
مو شکارچی (انگلیسی: Mu Orionis) یک منظومه ستاره‌ای چهارگانه در صورت فلکی شکارچی، با قدر ظاهری ترکیبی ۴.۱۳ است. کل منظومه تقریباً ۱۵۰ سال نوری از خورشید قرار دارد.